# Cladonia subdelicatula
Cladonia subdelicatula är en lavart som beskrevs av Vain. ex Asahina. Cladonia subdelicatula ingår i släktet Cladonia och familjen Cladoniaceae.   Inga underarter finns listade i Catalogue of Life.